# Unterwaldhausen
Unterwaldhausen là một xã ở huyện Ravensburg ở bang Baden-Württemberg thuộc nước Đức. Đô thị này có diện tích 4,11 km², dân số thời điểm 31 tháng 12 năm 2020 là 285 người.